# Caractères (Giono)
Caractères est un roman inachevé de Jean Giono publié en 1983 dans le tome VI de ses Œuvres romanesques complètes, Bibliothèque de la Pléiade.

## Historique
En 1961, Jean Giono écrit une série de portraits dans lesquels il s'essaie chaque fois à cerner un caractère en retraçant le cours d'une existence. Une partie de ces portraits constitue le roman  Cœurs, passions, caractères.

Caractères a été retrouvé dans les papiers de Jean Giono sous la forme d'une liasse d'une quinzaine de feuillets manuscrits; une feuille pliée en deux formant couverture porte le titre de la main de Giono.

L'édition Gallimard de 1983 présente les cinq portraits de cette liasse :
- Marie M.
- Monsieur F.F.
- « Mademoiselle »
- K.
- Mme Gaétan

## Éditions
- 1983 - Caractères, in "Jean Giono - Œuvres romanesques complètes", Tome VI (1227 pages), Gallimard, Bibliothèque de la Pléiade, Édition établie par Robert Ricatte avec la collaboration de Pierre Citron, Henri Godard, Janine et Lucien Miallet et Luce Ricatte,   (ISBN 978-2-07-011071-1)